# Josman

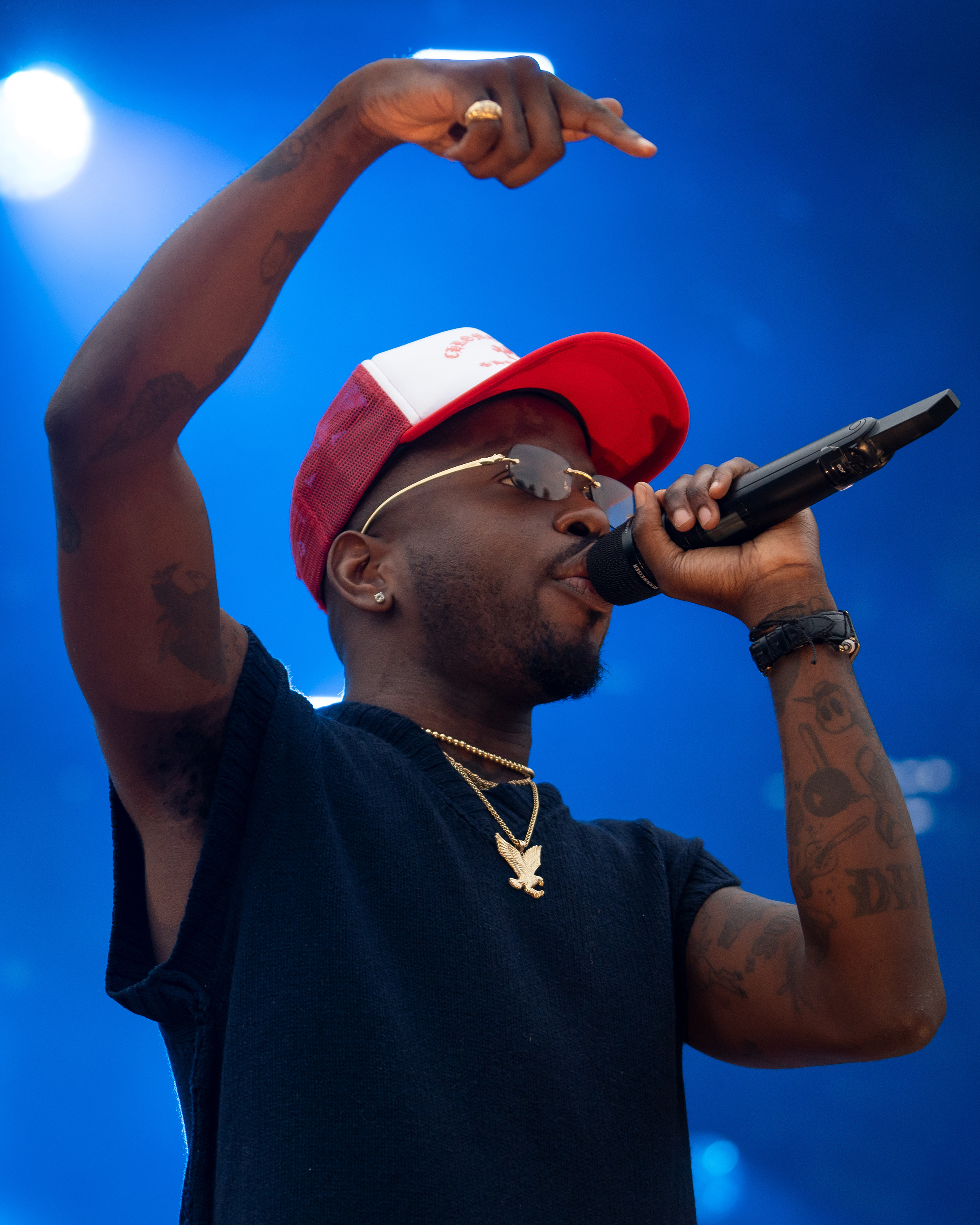
Josman (2023)

Josman (* 28. Oktober 1992 in Vierzon; bürgerlich José Nzengo) ist ein französischer Rapper.

## Leben
Josman wuchs als Sohn kongolesischer und angolanischer Eltern in Vierzon auf. Über seine Schwester entdeckte er seine Liebe zum Hip-Hop. Noch während seiner Schulzeit begann er, erste Instrumentalstücke aufzunehmen. In seinem letzten Schuljahr lernte er Marius Gonzalez kennen, der Josman bei seinen Musikvideo half.

## Karriere
2013 begann er erstmals Musik auf YouTube zu veröffentlichen. Im gleichen Jahr gewann er als bislang jüngster Teilnehmer den Freestyle-Rap-Wettbewerb End Of The Weak. 2017 erschien sein erstes kommerzielles Mixtape 000$; 2018 folgte mit J.O.$ sein Debütalbum.
Zu seinen Einflüssen zählt er Lil Wayne und Booba.
Mit seinem 2022 veröffentlichten Album M.A.N (Black Roses & Lost Feelings) erreichte er Platz eins der französischen Charts.

## Diskografie

### Alben
| Jahr | Titel Musiklabel                             | Höchstplatzierung, Gesamtwochen, AuszeichnungChartplatzierungen (Jahr, Titel, Musiklabel, Platzierungen, Wochen, Auszeichnungen, Anmerkungen) | Höchstplatzierung, Gesamtwochen, AuszeichnungChartplatzierungen (Jahr, Titel, Musiklabel, Platzierungen, Wochen, Auszeichnungen, Anmerkungen) | Höchstplatzierung, Gesamtwochen, AuszeichnungChartplatzierungen (Jahr, Titel, Musiklabel, Platzierungen, Wochen, Auszeichnungen, Anmerkungen) | Anmerkungen                                |
| Jahr | Titel Musiklabel                             | FR | BEW | CH | Anmerkungen                                |
| ---- | -------------------------------------------- | --- | --- | --- | ------------------------------------------ |
| 2017 | 000$ Choke Industry                          | FR79 Gold · (14 Wo.)FR | BEW130 (7 Wo.)BEW | — | Erstveröffentlichung: 9. Juni 2017 Mixtape |
| 2018 | J.O.$ Choke Industry                         | FR14 ×2Doppelplatin · (140 Wo.)FR | BEW12 (191 Wo.)BEW | CH53 (1 Wo.)CH | Erstveröffentlichung: 14. September 2018   |
| 2020 | Split Sideline                               | FR4 Platin · (65 Wo.)FR | BEW9 (27 Wo.)BEW | CH25 (1 Wo.)CH | Erstveröffentlichung: 5. März 2020         |
| 2022 | M.A.N (Black Roses & Lost Feelings) Sideline | FR1 ×2Doppelplatin · (… Wo.)FR | BEW2 (… Wo.)BEW | CH7 (2 Wo.)CH | Erstveröffentlichung: 18. März 2022        |
| 2023 | J.000.$ Sideline / Sony Music                | FR3 Gold · (83 Wo.)FR | BEW3 (59 Wo.)BEW | CH5 (6 Wo.)CH | Erstveröffentlichung: 27. Oktober 2023     |

### EPs
| Jahr | Titel Musiklabel      | Höchstplatzierung, Gesamtwochen, AuszeichnungChartplatzierungen (Jahr, Titel, Musiklabel, Platzierungen, Wochen, Auszeichnungen, Anmerkungen) | Höchstplatzierung, Gesamtwochen, AuszeichnungChartplatzierungen (Jahr, Titel, Musiklabel, Platzierungen, Wochen, Auszeichnungen, Anmerkungen) | Höchstplatzierung, Gesamtwochen, AuszeichnungChartplatzierungen (Jahr, Titel, Musiklabel, Platzierungen, Wochen, Auszeichnungen, Anmerkungen) | Anmerkungen                           |
| Jahr | Titel Musiklabel      | FR | BEW | CH | Anmerkungen                           |
| ---- | --------------------- | --- | --- | --- | ------------------------------------- |
| 2021 | Mystr J.O.$. Sideline | FR13 Gold · (10 Wo.)FR | BEW10 (11 Wo.)BEW | — | Erstveröffentlichung: 28. Januar 2021 |

Weitere EPs
- 2021: HHHH

### Singles
| Jahr | Titel Album                                               | Höchstplatzierung, Gesamtwochen, AuszeichnungChartplatzierungen (Jahr, Titel, Album, Platzierungen, Wochen, Auszeichnungen, Anmerkungen) | Höchstplatzierung, Gesamtwochen, AuszeichnungChartplatzierungen (Jahr, Titel, Album, Platzierungen, Wochen, Auszeichnungen, Anmerkungen) | Höchstplatzierung, Gesamtwochen, AuszeichnungChartplatzierungen (Jahr, Titel, Album, Platzierungen, Wochen, Auszeichnungen, Anmerkungen) | Anmerkungen                                               |
| Jahr | Titel Album                                               | FR | BEW | CH | Anmerkungen                                               |
| --- | --------------------------------------------------------- | --- | --- | --- | --------------------------------------------------------- |
| 2018 | Loto J.O.$                                                | FR194 Gold · (1 Wo.)FR | — | — | Erstveröffentlichung: 2. Mai 2018                         |
| 2018 | V&V J.O.$                                                 | FR137 Gold · (1 Wo.)FR | — | — | Erstveröffentlichung: 22. August 2018                     |
| 2019 | J’aime bien! J.O.$                                        | FR148 Diamant · (29 Wo.)FR | — | — | Erstveröffentlichung: 16. August 2019                     |
| 2019 | Factice Split                                             | FR107 (2 Wo.)FR | — | — | Erstveröffentlichung: 4. Oktober 2019                     |
| 2019 | Bambi Split                                               | FR103 (1 Wo.)FR | — | — | Erstveröffentlichung: 11. Dezember 2019                   |
| 2020 | Petite bulle Split                                        | FR69 Gold · (4 Wo.)FR | — | — | Erstveröffentlichung: 22. Januar 2020                     |
| 2020 | J’allume Split                                            | FR69 Gold · (4 Wo.)FR | — | — | Erstveröffentlichung: 12. Februar 2020                    |
| 2021 | F*cked Up 4 Mystr J.O.$.                                  | FR20 (3 Wo.)FR | — | — | Erstveröffentlichung: 28. Januar 2021                     |
| 2023 | Tulum, Mexico –                                           | FR71 Gold · (4 Wo.)FR | — | — | Erstveröffentlichung: 24. Februar 2023 mit Sofiane Pamart |
| 2023 | Changer Nique le casino 2                                 | FR172 (1 Wo.)FR | — | — | Erstveröffentlichung: 28. November 2023 mit Sadek         |
| Folgende Lieder erschienen nicht als Single, wurden aber durch das Album zum Download und Streaming bereitgestellt und konnten somit eine Platzierung erlangen: |                                                           | | | |                                                           |
| |                                                           | | | |                                                           |
| 2018 | Fucked Up 3 J.O.$                                         | FR138 (1 Wo.)FR | — | — |                                                           |
| 2018 | Sourcils froncés J.O.$                                    | FR169 (1 Wo.)FR | — | — |                                                           |
| 2018 | DLVrai J.O.$                                              | FR176 (1 Wo.)FR | — | — |                                                           |
| 2018 | XS J.O.$                                                  | FR183 Diamant · (1 Wo.)FR | — | — |                                                           |
| 2018 | Un zder, un thé J.O.$                                     | FR189 Platin · (1 Wo.)FR | — | — |                                                           |
| 2020 | B!tch Split                                               | FR99 (1 Wo.)FR | — | — | feat. Hamza                                               |
| 2020 | Bruce Wayne Split                                         | FR128 (1 Wo.)FR | — | — | feat. Zed                                                 |
| 2020 | Si tu savais... Split                                     | FR142 (1 Wo.)FR | — | — |                                                           |
| 2020 | Mauvaise humeur Split                                     | FR163 (1 Wo.)FR | — | — | feat. Leto                                                |
| 2020 | Babygirl Split                                            | FR164 Platin · (1 Wo.)FR | — | — |                                                           |
| 2020 | Lifestyle Split                                           | FR170 Gold · (1 Wo.)FR | — | — |                                                           |
| 2020 | Larmes de sel (Intro) Split                               | FR182 (1 Wo.)FR | — | — |                                                           |
| 2020 | Seul Split                                                | FR188 (1 Wo.)FR | — | — |                                                           |
| 2020 | Argent, drogue et sexe Split                              | FR199 (1 Wo.)FR | — | — | feat. Seth Gueko                                          |
| 2021 | SEC Mystr J.O.$.                                          | FR36 Gold · (1 Wo.)FR | — | — |                                                           |
| 2021 | Décisions Mystr J.O.$.                                    | FR40 (1 Wo.)FR | — | — |                                                           |
| 2021 | Goal Mystr J.O.$.                                         | FR41 Platin · (2 Wo.)FR | — | — |                                                           |
| 2021 | Doré Mystr J.O.$.                                         | FR42 (1 Wo.)FR | — | — |                                                           |
| 2021 | New Hares (Same Sh!t) Mystr J.O.$.                        | FR62 (1 Wo.)FR | — | — |                                                           |
| 2021 | My Love HHHH                                              | FR67 Diamant · (6 Wo.)FR | — | — | feat. Tayc                                                |
| 2021 | Señorita HHHH                                             | FR71 Platin · (4 Wo.)FR | — | — |                                                           |
| 2021 | Toxxxic HHHH                                              | FR108 (1 Wo.)FR | — | — |                                                           |
| 2021 | Best Life HHHH                                            | FR113 (1 Wo.)FR | — | — |                                                           |
| 2022 | Brûle M.A.N (Black Roses & Lost Feelings)                 | FR6 Platin · (8 Wo.)FR | BEW45 (1 Wo.)BEW | CH87 (1 Wo.)CH | feat. Laylow                                              |
| 2022 | Intro M.A.N (Black Roses & Lost Feelings)                 | FR17 Diamant · (98 Wo.)FR | — | — |                                                           |
| 2022 | Mort ce soir M.A.N (Black Roses & Lost Feelings)          | FR21 Gold · (4 Wo.)FR | — | — |                                                           |
| 2022 | L’œil de la joconde M.A.N (Black Roses & Lost Feelings)   | FR23 (4 Wo.)FR | — | — |                                                           |
| 2022 | Pop M.A.N (Black Roses & Lost Feelings)                   | FR24 (2 Wo.)FR | — | — | feat. Guy2Bezbar                                          |
| 2022 | AhGars! M.A.N (Black Roses & Lost Feelings)               | FR30 Gold · (3 Wo.)FR | — | — |                                                           |
| 2022 | Plu$$$ M.A.N (Black Roses & Lost Feelings)                | FR34 (2 Wo.)FR | — | — |                                                           |
| 2022 | Vaccin M.A.N (Black Roses & Lost Feelings)                | FR47 (1 Wo.)FR | — | — | feat. Sofiane Pamart                                      |
| 2022 | McQueen / Givenchy M.A.N (Black Roses & Lost Feelings)    | FR49 (1 Wo.)FR | — | — |                                                           |
| 2022 | Peace, haine, Love M.A.N (Black Roses & Lost Feelings)    | FR51 Platin · (2 Wo.)FR | — | — |                                                           |
| 2022 | Fiesta M.A.N (Black Roses & Lost Feelings)                | FR52 (1 Wo.)FR | — | — |                                                           |
| 2022 | L’eau M.A.N (Black Roses & Lost Feelings)                 | FR56 (1 Wo.)FR | — | — |                                                           |
| 2022 | Ma lady M.A.N (Black Roses & Lost Feelings)               | FR59 (1 Wo.)FR | — | — | feat. Naza                                                |
| 2022 | 3ein / Risotto gambas M.A.N (Black Roses & Lost Feelings) | FR62 (1 Wo.)FR | — | — |                                                           |
| 2022 | La danse de la joie M.A.N (Black Roses & Lost Feelings)   | FR76 (1 Wo.)FR | — | — |                                                           |
| 2022 | Interdit M.A.N (Black Roses & Lost Feelings)              | FR100 (1 Wo.)FR | — | — |                                                           |
| 2022 | Hasta el cielo M.A.N (Black Roses & Lost Feelings)        | FR108 (1 Wo.)FR | — | — | feat. Eazy Dew & Soleil Noir                              |
| 2023 | Problèmes de Riche J.000.$                                | FR15 (5 Wo.)FR | — | — |                                                           |
| 2023 | Les flammes J.000.$                                       | FR16 (5 Wo.)FR | — | — |                                                           |
| 2023 | Cohiba J.000.$                                            | FR18 (4 Wo.)FR | — | — |                                                           |
| 2023 | 50k€ J.000.$                                              | FR21 (3 Wo.)FR | — | — |                                                           |
| 2023 | Carlo J.000.$                                             | FR26 (3 Wo.)FR | — | — |                                                           |
| 2023 | P.O.V. J.000.$                                            | FR28 (2 Wo.)FR | — | — |                                                           |
| 2023 | Ailleurs J.000.$                                          | FR17 Platin · (31 Wo.)FR | BEW— GoldBEW | — |                                                           |
| 2023 | Yacht & Champagne (Skit) J.000.$                          | FR36 (2 Wo.)FR | — | — |                                                           |
| 2023 | Cocktail J.000.$                                          | FR38 (3 Wo.)FR | — | — |                                                           |
| 2023 | Cotton Club Freestyle (Remix) J.000.$                     | FR44 (2 Wo.)FR | — | — |                                                           |
| 2023 | À feu doux J.000.$                                        | FR47 (2 Wo.)FR | — | — |                                                           |
| 2023 | Rich Music J.000.$                                        | FR59 (2 Wo.)FR | — | — |                                                           |
| 2023 | Apple Pay J.000.$                                         | FR77 (1 Wo.)FR | — | — |                                                           |

Weitere Lieder
- 2016: Dans le vide (FR: Diamant)
- 2017: Au bout (FR: Diamant)
- 2017: OK (Interlude) (FR: Gold)
- 2018: La Plaie (FR: Gold)
- 2022: Moonrock (FR: Gold)
- 2022: L’Œil de la Joconde (FR: Gold)

### Gastbeiträge
| Jahr | Titel Album                                                | Höchstplatzierung, Gesamtwochen, AuszeichnungChartplatzierungen (Jahr, Titel, Album, Platzierungen, Wochen, Auszeichnungen, Anmerkungen) | Höchstplatzierung, Gesamtwochen, AuszeichnungChartplatzierungen (Jahr, Titel, Album, Platzierungen, Wochen, Auszeichnungen, Anmerkungen) | Höchstplatzierung, Gesamtwochen, AuszeichnungChartplatzierungen (Jahr, Titel, Album, Platzierungen, Wochen, Auszeichnungen, Anmerkungen) | Anmerkungen                                                                                            |
| Jahr | Titel Album                                                | FR | BEW | CH | Anmerkungen                                                                                            |
| --- | ---------------------------------------------------------- | --- | --- | --- | --- |
| 2023 | Dernier je t’aime Love Therapy                             | FR170 (1 Wo.)FR | — | — | Erstveröffentlichung: 27. Januar 2023                                                                  |
| 2023 | Macabre Trop tôt pour mourir                               | FR99 (1 Wo.)FR | — | — | Erstveröffentlichung: 20. Juni 2023 Dosseh feat. Josman                                                |
| 2024 | Ton ami –                                                  | FR165 (1 Wo.)FR | — | — | Erstveröffentlichung: 12. Januar 2024 Meryl feat. Josman                                               |
| 2025 | Free Congo –                                               | FR34 (3 Wo.)FR | — | — | Erstveröffentlichung: 21. Februar 2025 Gradur feat. Ninho, Josman, Youssoupha, Kalash Criminel & Damso |
| Folgende Lieder erschienen nicht als Single, wurden aber durch das Album zum Download und Streaming bereitgestellt und konnten somit eine Platzierung erlangen: |                                                            | | | | |
| |                                                            | | | | |
| 2020 | New Level Famous                                           | FR190 (1 Wo.)FR | — | — | Lefa feat. Josman                                                                                      |
| 2021 | Jamais revenue Etoile Noire                                | FR146 (1 Wo.)FR | — | — | Luv Resval feat. Josman                                                                                |
| 2022 | Albiceleste Memoria                                        | FR25 Gold · (6 Wo.)FR | — | — | Jazzy Bazz feat. Josman                                                                                |
| 2023 | Froid Années Sauvages                                      | FR140 (1 Wo.)FR | — | — | Georgio feat. Josman                                                                                   |
| 2023 | Très tard le soir La grande désillusion                    | FR157 (1 Wo.)FR | — | — | Benjamin Epps feat. Josman                                                                             |
| 2023 | 22H22 Diamond Tears                                        | FR129 Gold · (2 Wo.)FR | — | — | YG Pablo & Sofiane Pamart feat. Josman                                                                 |
| 2024 | Triste mélancolie Du peu que j’ai eu, Du mieux que j’ai pu | FR97 (1 Wo.)FR | — | — | Lesram feat. Josman                                                                                    |
| 2024 | Alouette Solsad                                            | FR101 (1 Wo.)FR | — | — | Zamdane feat. Josman                                                                                   |
| 2024 | BBL Été sans fin                                           | FR13 Gold · (13 Wo.)FR | BEW43 Gold · (1 Wo.)BEW | — | Arma Jackson feat. Josman                                                                              |
| 2024 | Bank Saudade                                               | FR33 (3 Wo.)FR | — | — | Green Montana feat. Josman & Tiakola                                                                   |
| 2024 | Affranchis À la vie à la mort                              | FR17 Gold · (7 Wo.)FR | — | — | SDM feat. Josman                                                                                       |
| 2024 | Chelsea Kintsugi                                           | FR59 (2 Wo.)FR | — | — | Dinos feat. Josman                                                                                     |
| 2025 | Room Essonne History X                                     | FR54 (2 Wo.)FR | — | — | Ziak feat. Josman                                                                                      |
| 2025 | Joddy Boy Olyboy                                           | FR171 (1 Wo.)FR | — | — | Oboy feat. Josman                                                                                      |